# Luis Alberto Pérez
Luis Alberto Pérez (ur. 6 kwietnia 1978 w Managui) – nikaraguański bokser, były zawodowy mistrz świata organizacji IBF w kategorii koguciej (do 118 funtów) oraz tej samej organizacji w kategorii junior koguciej (do 115 funtów).

## Kariera sportowa
Rozpoczął karierę w roku 1996. W 2000 roku, w swojej szesnastej walce doznał pierwszej porażki – przegrał na punkty z Vernim Torresem.
W styczniu 2003 roku zdobył pas mistrzowski organizacji IBF, pokonując po niejednogłośnej decyzji na punkty Feliksa Machado. W grudniu tego samego roku, w swojej pierwszej obronie tytułu, wygrał ponownie z bokserem z Wenezueli, tym razem jednogłośną decyzją sędziów.
Następny pojedynek stoczył dopiero w kwietniu 2005 roku – wygrał po technicznym nokaucie w szóstej rundzie z Luisem Bolano. Kolejna walka odbyła się rok później. Pérez wygrał po niejednogłośnej decyzji z Rosjaninem Dmitrijem Kiriłłowem.
Po tej walce Perez zdecydował się zmienić kategorię wagową na wyższą. 7 lipca 2007 roku stoczył z Genaro Garcią pojedynek o wakujący tytuł mistrza świata IBF w kategorii koguciej. W związku z tą walką zrezygnował z tytułu mistrza świata w kategorii junior koguciej. Perez znokautował rywala w siódmej rundzie.
Już w następnej walce, 29 września 2007 roku, stracił ten tytuł, przegrywając przez techniczny nokaut w siódmej rundzie z Ghanijczykiem, Josephem Agbeko. Rok później, w pojedynku z Ricardo Cordobą o tytuł tymczasowego mistrza świata organizacji WBA w kategorii junior piórkowej doznał trzeciej porażki w karierze (przegrał na punkty). Kolejny pojedynek stoczył trzynaście miesięcy później – 17 października 2009 roku został pokonany po raz trzeci z rzędu, przegrywając przez techniczny nokaut w czwartej rundzie z mało znanym bokserem, Sergio Gomezem.